# آبشار وروتان
آبشار وروتان، یا آبشار آبی کانتورگلوبال یک آبشار بر روی رودخانه وروتان در استان سیونیک، ارمنستان است. این مجموعه برای تولید نیروی برق‌آبی و تأمین آب کشاورزی ساخته شده است. آبشار وروتان شامل سه نیروگاه برق‌آبی و پنج مخزن است که مجموعاً ظرفیت نصب‌شده‌ای برابر با ۴۰۴٫۲ مگاوات دارد. این مجموعه یکی از اصلی‌ترین مجتمع‌های تولید برق در ارمنستان محسوب می‌شود.

## تاریخچه
فرایند برنامه‌ریزی این مجموعه درست پس از کنفرانس کمیسیون برنامه‌ریزی دولتی در سال ۱۹۵۱ آغاز شد. در سال ۱۹۵۴ مشخص شد که با زیرساخت‌های مناسب و برنامه‌ریزی دقیق، منابع برق‌آبی ارمنستان می‌توانند این کشور را به یک صادرکننده برق به مناطق دارای کمبود انرژی مانند آذربایجان و ایران تبدیل کنند. انتظار می‌رفت فعال‌سازی این مجموعه واردات فرآورده‌های نفتی به کشور را به نصف کاهش دهد. کارهای طراحی این مجموعه در سال ۱۹۵۴ آغاز شد و بین سال‌های ۱۹۶۱ تا ۱۹۸۹ ساخته شد. نیروگاه برق‌آبی تاتِو در دسامبر ۱۹۷۰، نیروگاه شامب در سال ۱۹۷۸، و نیروگاه اسپانداریان در سال ۱۹۸۹ تکمیل شدند. با وجود برنامه‌ها، آذربایجان مخالف واردات برق از ارمنستان بود که همین امر مانع انجام نوسازی و افزایش ظرفیت برنامه‌ریزی‌شده در اواخر دهه ۱۹۷۰ شد. آبشار وروتان به تأمین برق عمدتاً برای صنعت فلزات غیرآهنی در آگارات ادامه داد.
پس از استقلال ارمنستان، آبشار وروتان به شرکت دولتی انرژی «آرمنرگو» تعلق داشت. در سال ۱۹۹۷، آبشار وروتان از «آرمنرگو» جدا و به یک شرکت دولتی مستقل تبدیل شد.
نوسازی این مجموعه از سال ۲۰۰۳ آغاز شد، با کمک یک کمک‌هزینه ۲٫۷ میلیون یورویی از اتحادیه اروپا که برای بازسازی نیروگاه تاتِو در آبشار وروتان و همچنین نیروگاه آرگل مورد استفاده قرار گرفت. کارهای بازسازی توسط شرکت تولیدات برق آبی وویث زیمنس انجام شد. پروژه نوسازی بعدی در سال ۲۰۱۰ آغاز شد که توسط یک وام ۵۱ میلیون یورویی از بانک توسعه آلمان کی‌اف‌دبلیو تأمین مالی شد. عملیات بازسازی از سال ۲۰۱۲ آغاز شد.
در سال ۲۰۱۵، شرکت کاونتر گلوبال شرکت بهره‌برداری آبشار وروتان را به مبلغ ۱۸۰ میلیون دلار خریداری کرد. شرکت کاونتر گلوبال یک برنامه بازسازی شش‌ساله را برای مدرن‌سازی نیروگاه‌ها و بهبود عملکرد عملیاتی، ایمنی، قابلیت اطمینان و بهره‌وری آن‌ها آغاز کرده است که مجموع سرمایه‌گذاری آن ۷۰ میلیون دلار است. این بزرگ‌ترین سرمایه‌گذاری ایالات متحده در ارمنستان است. شرکت مالی بین‌المللی، یکی از اعضای گروه بانک جهانی، ۲۰ درصد از کل سرمایه‌گذاری را انجام داده است.

## مشخصات
رودخانه وروتان دارای طولی برابر با ۱۷۸ کیلومتر (۱۱۱ مایل)، افت ارتفاع ۱٬۲۲۳ متر (۴٬۰۱۲ فوت) و جریان طبیعی سالانه ۱۸٫۶ متر مکعب بر ثانیه (۶۶۰ فوت مکعب بر ثانیه) برای بخش تاتِو است. سرچشمه این رودخانه در ارتفاع ۳٬۰۴۵ متر (۹٬۹۹۰ فوت) قرار دارد و به صورت یک جوی آغاز می‌شود و در طول مسیر خود چندین تالاب و جویبار را در بر می‌گیرد.
آبشار وروتان شامل یک سیستم از سه نیروگاه است که عبارتند از: اسپانداریان، شامب و تاتِو، و همچنین پنج مخزن که عبارتند از: اسپانداریان، آنگهقاکوت، تولورس، تاتِو و یک مخزن تنظیم روزانه. مخزن اسپانداریان که در نزدیکی روستاهای تسغوک و گورهایک قرار دارد، نقطه شروع این مجموعه است. از آنجا، آب از طریق یک تونل تحت فشار به نیروگاه اسپانداریان هدایت می‌شود. سپس آب از نیروگاه اسپانداریان به مخزن آنگهقاکوت جریان می‌یابد و مسیر خود را به مخزن تولورس که در منطقه سیسیان و آیری قرار دارد، ادامه می‌دهد. از این مخزن، آب به نیروگاه شامب هدایت می‌شود. پس از نیروگاه شامب، آب به استخر تنظیم می‌رسد و از آنجا از طریق یک لوله توربین به نیروگاه تاتِو منتقل می‌شود.
| نیروگاه             | سال  | تعداد واحدها    | ظرفیت نصب‌شده (مگاوات) | مختصات                                                        |
| ------------------- | ---- | --------------- | --------------------- | ------------------------------------------------------------- |
| نیروگاه اسپانداریان | ۱۹۸۹ | ۲ × ۳۸ مگاوات   | ۷۶                    | ۳۹°۳۹′۰۰″ شمالی ۴۵°۵۱′۰۰″ شرقی / ۳۹٫۶۵۰۰۰°شمالی ۴۵٫۸۵۰۰۰°شرقی |
| نیروگاه شامب        | ۱۹۷۸ | ۲ × ۸۵٫۵ مگاوات | ۱۷۱                   | ۳۹°۲۶′۱۳″ شمالی ۴۶°۰۹′۰۰″ شرقی / ۳۹٫۴۳۶۹۴°شمالی ۴۶٫۱۵۰۰۰°شرقی |
| نیروگاه تاتِو        | ۱۹۷۰ | ۳ × ۵۲٫۴ مگاوات | ۱۵۷٫۲                 | ۳۹°۲۵′۳۹″ شمالی ۴۶°۲۲′۱۵″ شرقی / ۳۹٫۴۲۷۵۰°شمالی ۴۶٫۳۷۰۸۳°شرقی |
| مجموع               |      | ۷               | ۴۰۴٫۲                 |                                                               |

آبشار وروتان یکی از اصلی‌ترین مجموعه‌های تولید برق در ارمنستان است. این مجموعه برق پیک و پایه تولید می‌کند و همچنین برای تثبیت شبکه استفاده می‌شود. نیروگاه تاتِو دارای ظرفیت نصب‌شده ۱۵۷٫۲ مگاوات، نیروگاه شامب دارای ظرفیت ۱۷۱ مگاوات و نیروگاه اسپانداریان دارای ظرفیت ۷۶ مگاوات است. مجموع ظرفیت نصب‌شده آبشار وروتان ۴۰۴٫۲ مگاوات است و به‌طور سالانه ۱٫۱۶ گیگاوات‌ساعت برق تولید می‌کند.
مخازن آبی مجموعه وروتان همچنین برای آبیاری مناطق روستایی و شهری اطراف مورد استفاده قرار می‌گیرند.